# Guardia variaga
La Guardia variaga (o dei Vareghi) era la guardia reale dell'imperatore bizantino, composta da elementi mercenari, (all'inizio principalmente svedesi e norvegesi orientali, ossia variaghi,  ma poi soprattutto ruteni) da quando questo reparto fu istituito nel gennaio del 989.

## Storia
Nel 988, l'imperatore bizantino Basilio II richiese un gran numero di soldati variaghi a Vladimir di Kiev come aiuto per difendere il suo trono. Costretto dal trattato che il padre aveva stipulato dopo l'assedio di Dorostolon (971), Vladimir inviò 6000 uomini a Basilio II, che in cambio gli diede in sposa sua sorella Anna Porfirogenita. Vladimir I si convertì al cristianesimo ortodosso e obbligò il suo popolo a convertirsi al cristianesimo. Nel 989, la Guardia variaga, guidata dallo stesso Basilio, si recò a Crisopoli per sconfiggere il generale ribelle Barda Foca, che morì in battaglia. Il suo esercito fu messo in fuga e inseguito con grande ferocia dai variaghi.
Di fronte alla fedeltà mostrata dai variaghi e a causa della sfiducia che Basilio II ormai nutriva verso la lealtà della guardia imperiale bizantina, più volte dimostratasi inaffidabile, l'imperatore affidò agli scandinavi il compito di proteggerlo. Nacque così la "Guardia variaga" (in greco Τάγμα των Βαραγγίων?). Per circa 100 anni (fino al tardo XI secolo) questa organizzazione militare fu composta soprattutto da uomini reclutati dalla Russia, oltre che dalla Svezia e Norvegia orientali. A loro, dopo l'invasione normanna dell'Inghilterra (battaglia di Hastings, 1066), si aggiunse un grande numero di anglosassoni, che ormai privati della loro terra da Guglielmo il Conquistatore avevano in mente di vendicarsi contro i normanni che si trovavano nel sud Italia, dove erano in continua lotta con i bizantini. E così molti di loro combatterono in Sicilia contro i normanni di Roberto il Guiscardo, che aveva tentato, senza successo, di invadere l'Impero bizantino. Va comunque sottolineato che la fedeltà dei variaghi agli imperatori venne in realtà molte volte meno e che tale virtù fu quindi alquanto esagerata degli scrittori bizantini.
La loro arma principale era l'ascia danese anche se erano spesso istruiti nell'arte della spada e in quella dell'arco. Alcune fonti li descrivono anche come guerrieri a cavallo. Erano acquartierati principalmente attorno a Costantinopoli, ma non di rado accompagnarono in battaglia l'esercito bizantino, distinguendosi per il loro coraggio. Furono anche gli unici a difendere con successo Costantinopoli durante l'assedio dei crociati. Sebbene sembra che la Guardia variaga sia stata sciolta dopo la presa della città nel 1204, esistono alcune prove che fanno pensare che essa sia stata rifondata nell'Impero di Nicea dalla dinastia imperiale dei Lascaridi, o dopo la riconquista di Costantinopoli nel 1261 da Michele VIII Paleologo.

## La Guardia variaga nelle saghe norrene
La Guardia variaga è menzionata nella Njáls saga, dove si dice che il danese Kolskegg andò prima a Holmgard (Novgorod) e poi a Miklagard (Costantinopoli), dove prese servizio presso l'imperatore, dove divenne anche capitano dei variaghi:
Kolskegg fu battezzato in Danimarca, ma non riuscì a trovarvi riposo e pertanto si diresse a est, verso la Russia, dove rimase un inverno. Poi si recò a Micklegarth e lì prese servizio presso l'imperatore. L'ultima cosa che si è sentita raccontare sul suo conto è che lì prese moglie, fu capitano dei Variaghi e vi rimase fino al giorno della sua morte.

## Personaggi famosi che fecero parte della Guardia variaga

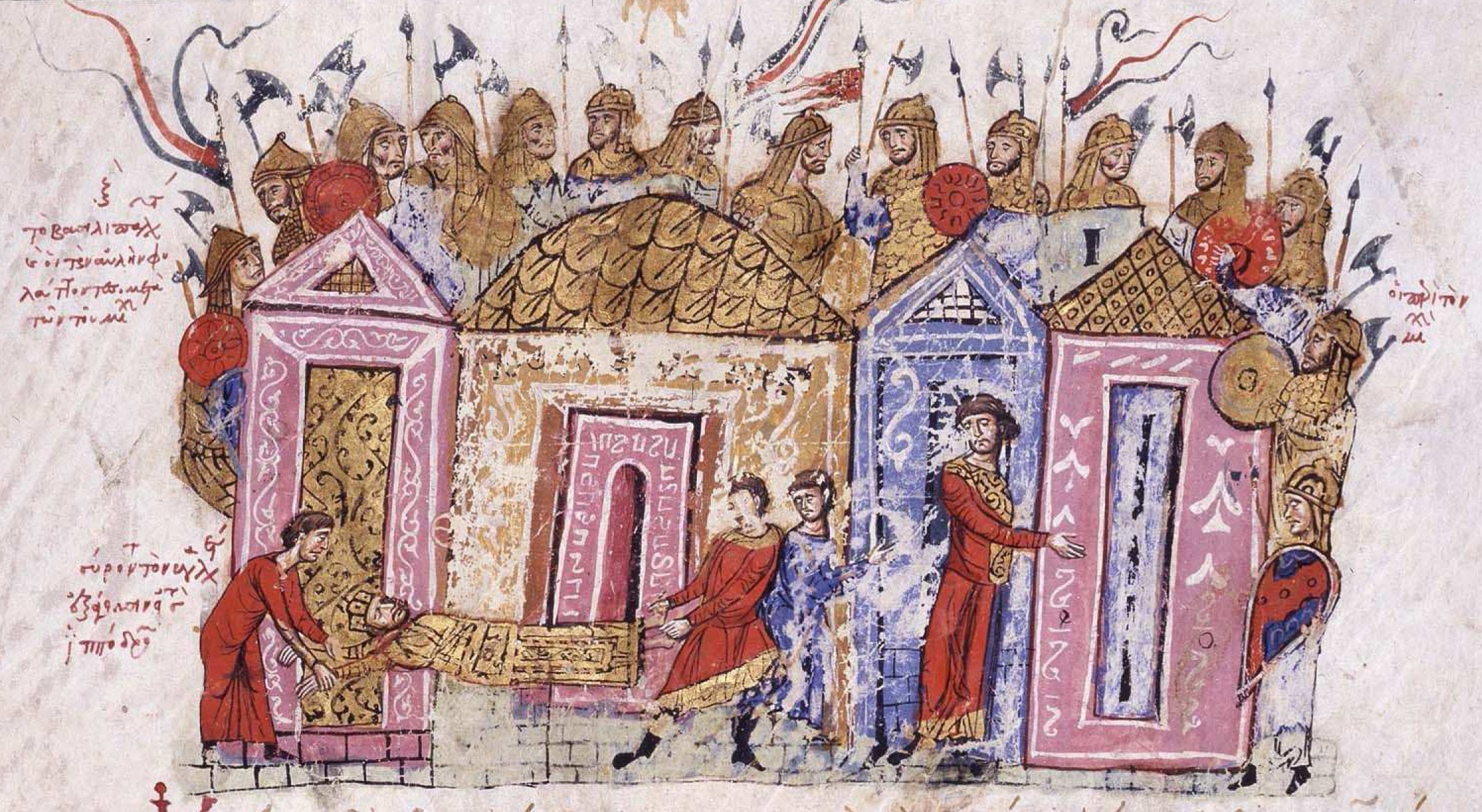
Le guardie variaghe, preso dalle cronache di Giovanni Scilitze.

Ma è di certo il futuro re di Norvegia Harald Sigurdsson III, conosciuto come Harald Hardråde (cioè lo Spietato, anche se tale soprannome non gli fu mai dato dai suoi compatrioti) ad essere forse il membro più famoso della Guardia variaga che, peraltro, era sotto il comando di Giorgio Maniace, detto Gyrger. Fuggito dalla sua terra, si recò dapprima a Garðaríki e poi a Costantinopoli (1035), per la quale combatté in diciotto battaglie. Durante il suo servizio si scontrò con gli arabi in Anatolia e in Sicilia. Combatté anche nell'Italia peninsulare e in Bulgaria. Imprigionato con l'accusa di essersi appropriato del bottino imperiale, venne rilasciato dopo la detronizzazione di Michele V. Forse partecipò all'accecamento di quest'ultimo nella chiesa del monastero di Studion. Dopo che gli fu negato il permesso di lasciare il servizio, fuggì e tornò in patria nel 1043. Un altro illustre appartenente a questa guardia potrebbe essere stato il principe inglese Edgardo Atheling, che era stato esiliato, egli avrebbe prestato servizio attorno al 1098.

## La Guardia variaga nella cultura moderna
- La band melodic death metal Amon Amarth ha dedicato loro una traccia dal loro album Twilight of the Thunder God, intitolata Variags of Miklagaard, "Variaghi di Costantinopoli", nella quale i Variaghi sono descritti come fedeli guerrieri, e il loro grido di battaglia "tonante nei campi del sud".
- Nella canzone Pursuit of Vikings degli Amon Amarth il testo dice che i vichinghi lasciano la propria famiglia per andare a combattere per dei ricchi signori dell'est.
- Anche i Turisas hanno parlato di questo corpo scelto bizantino: gli album The Varangian Way e Stand up and fight sono interamente dedicati a loro.
- L'albo numero 26, "Il tesoro di Bisanzio", della collana Le Storie della Sergio Bonelli Editore ha per protagonista la Guardia Variaga, impegnata in una missione durante la caduta di Costantinopoli.
- Il danese nominato Serpente, personaggio del manga e adattamento anime "Vinland Saga", menziona di essere stato al servizio dei signori di Miklagard, ossia Costantinopoli.